# Colomar
|  | Per a altres significats, vegeu «Colomar (desambiguació)». |

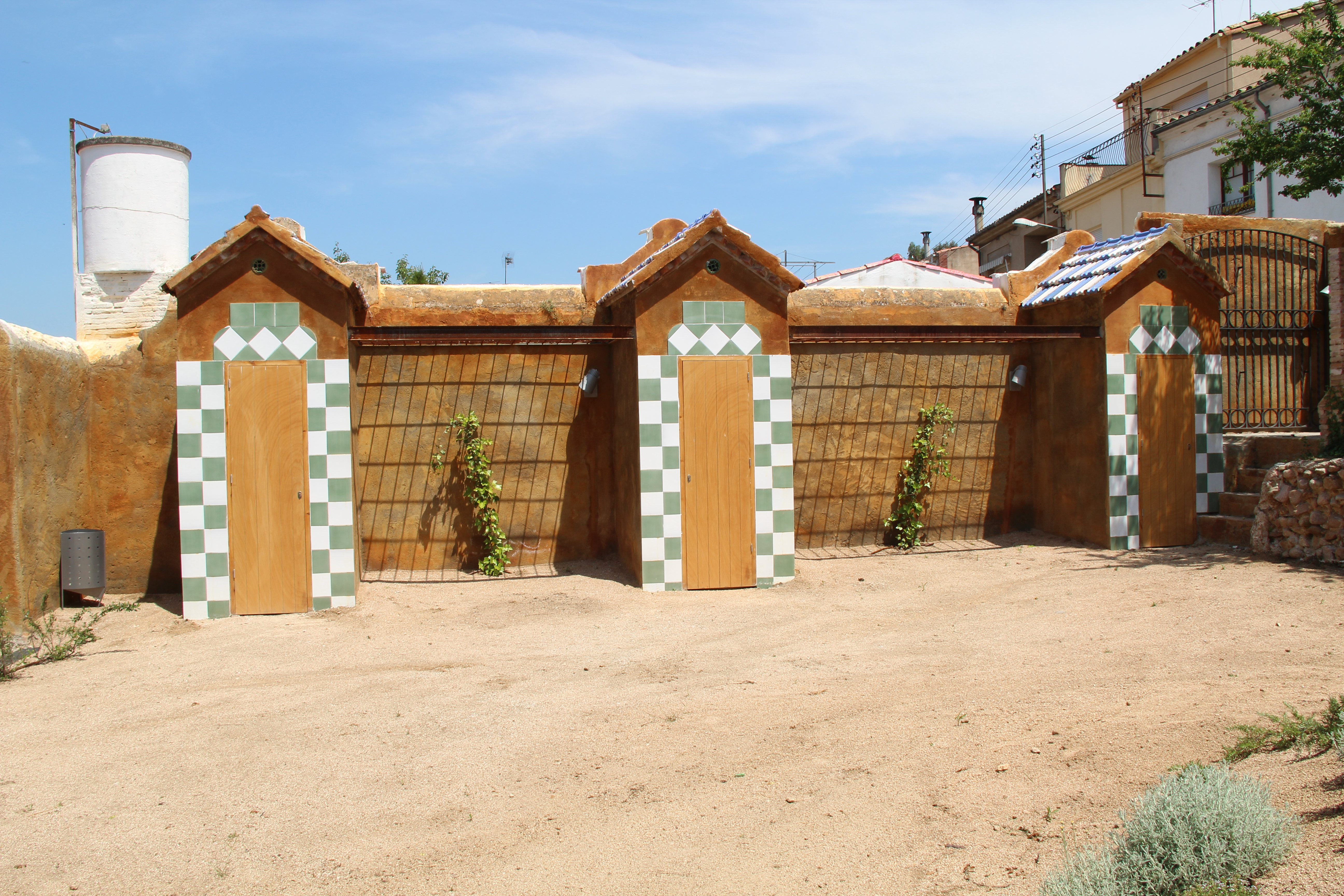
Colomar a Santa Coloma de Farners, Girona

Un colomar o colomer és una construcció per a la criança de colomins i coloms. Els materials amb què és construït varien segons els països i regions, ja que canvien segons el que es disposa en cada zona, així com la seva estructura. Els primers esments escrits de colomers o tudoners a Catalunya daten del segle ix.

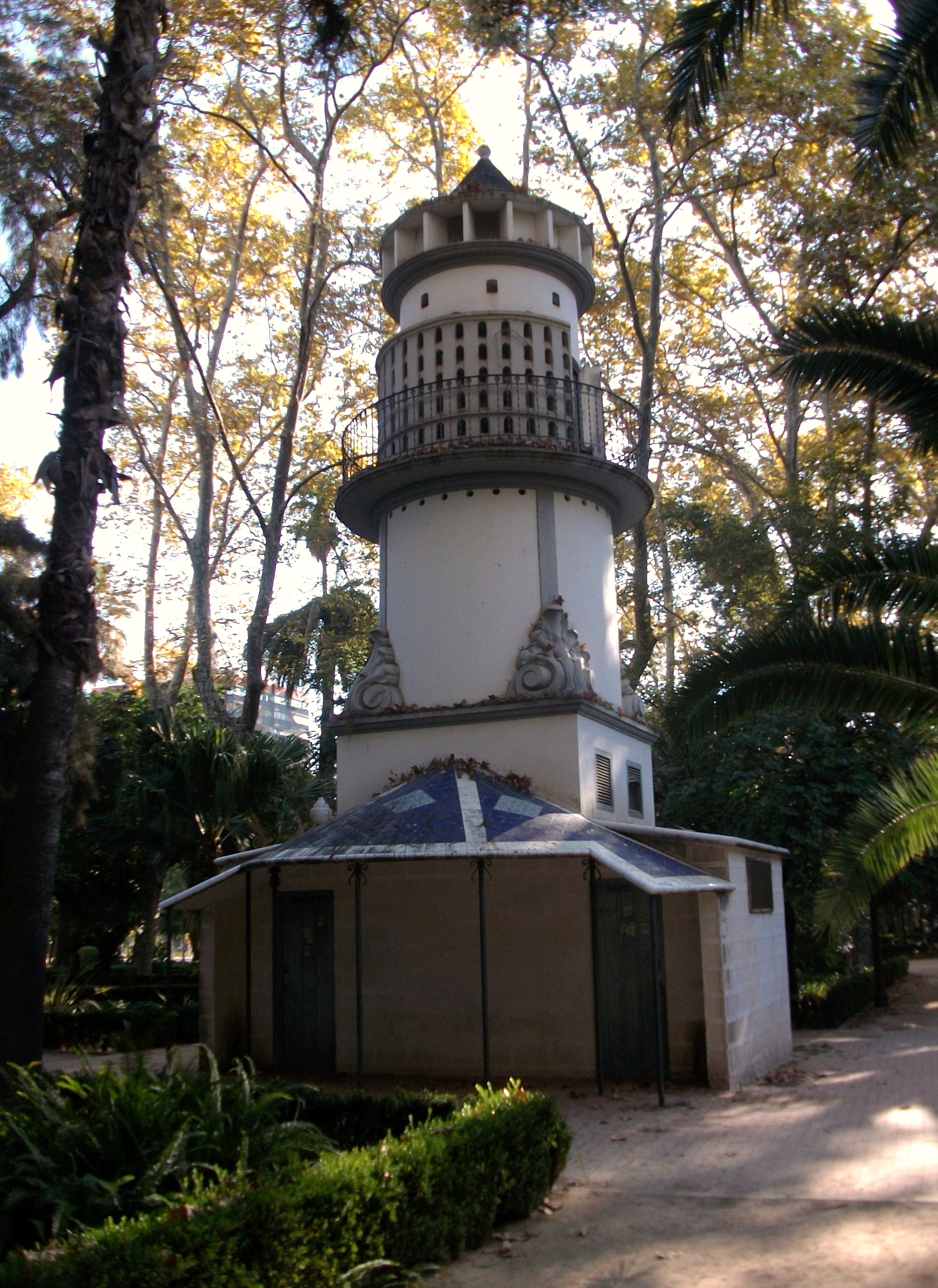
Colomer del parc Ribalta

Fins a la fi de l'antic règim, la construcció d'un colomar i la cria de coloms era un privilegi del senyor o dels propietaris de les masies castrals que només va ser abolit en la Revolució francesa. A Catalunya, el privilegi era menys estricte. Si els monestirs i castells hi tenien sovint colomars impressionants, també se'n van trobar de més modests, construïts pels simples pagesos. Servien per a la producció de carn i d'adob. Un colomar mitjà de 200 parelles produïa anualment uns 500 colomins i 6 carretades d'adob.
A les ciutats modernes, els colomers formen una de les eines utilitzades per a contenir la plaga dels coloms que per falta d'enemics naturals proliferen i avarien els edificis amb els seus fems. S'hi administren anticonceptius, com al colomar de Melbourne.

## Museus
- Centre d'Interpretació dels Colomars i aula de la Natura a Villafáfila (província de Zamora, Espanya).
- Centre d'Interpretació dels Colomars a Santoyo (província de Palència, Espanya).
- Palomar de l'Horta Noble al municipi d'Isla Cristina (província de Huelva, Espanya). Construït en el segle xviii, alberga espai per a 36.000 coloms.

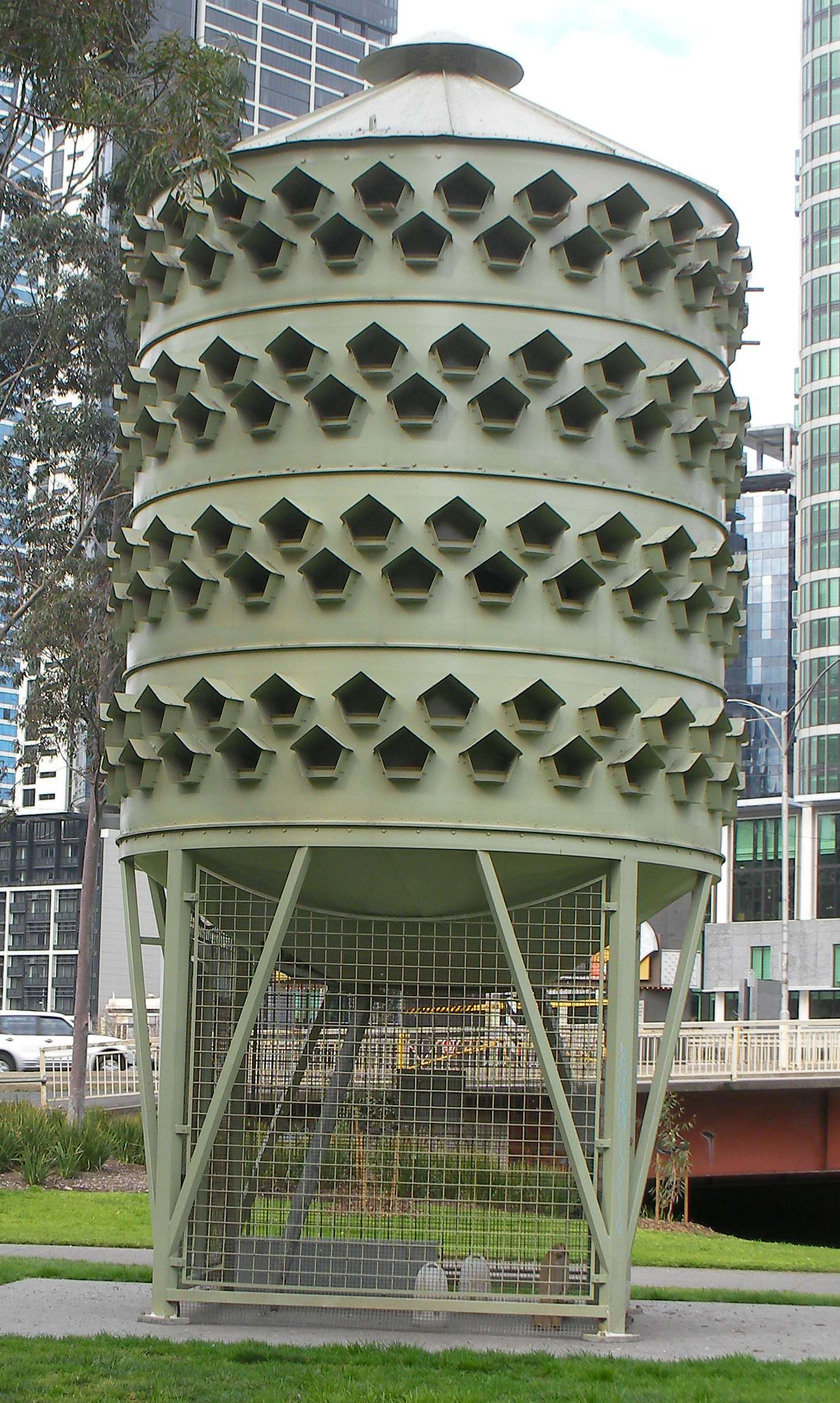
Colomar modern a Melbourne
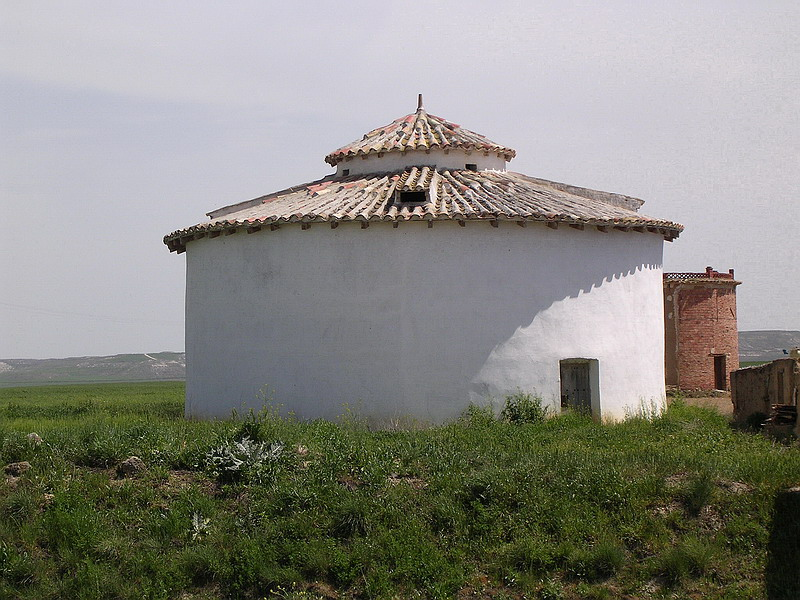
Tierra de Campos a Pedraza (Palència)
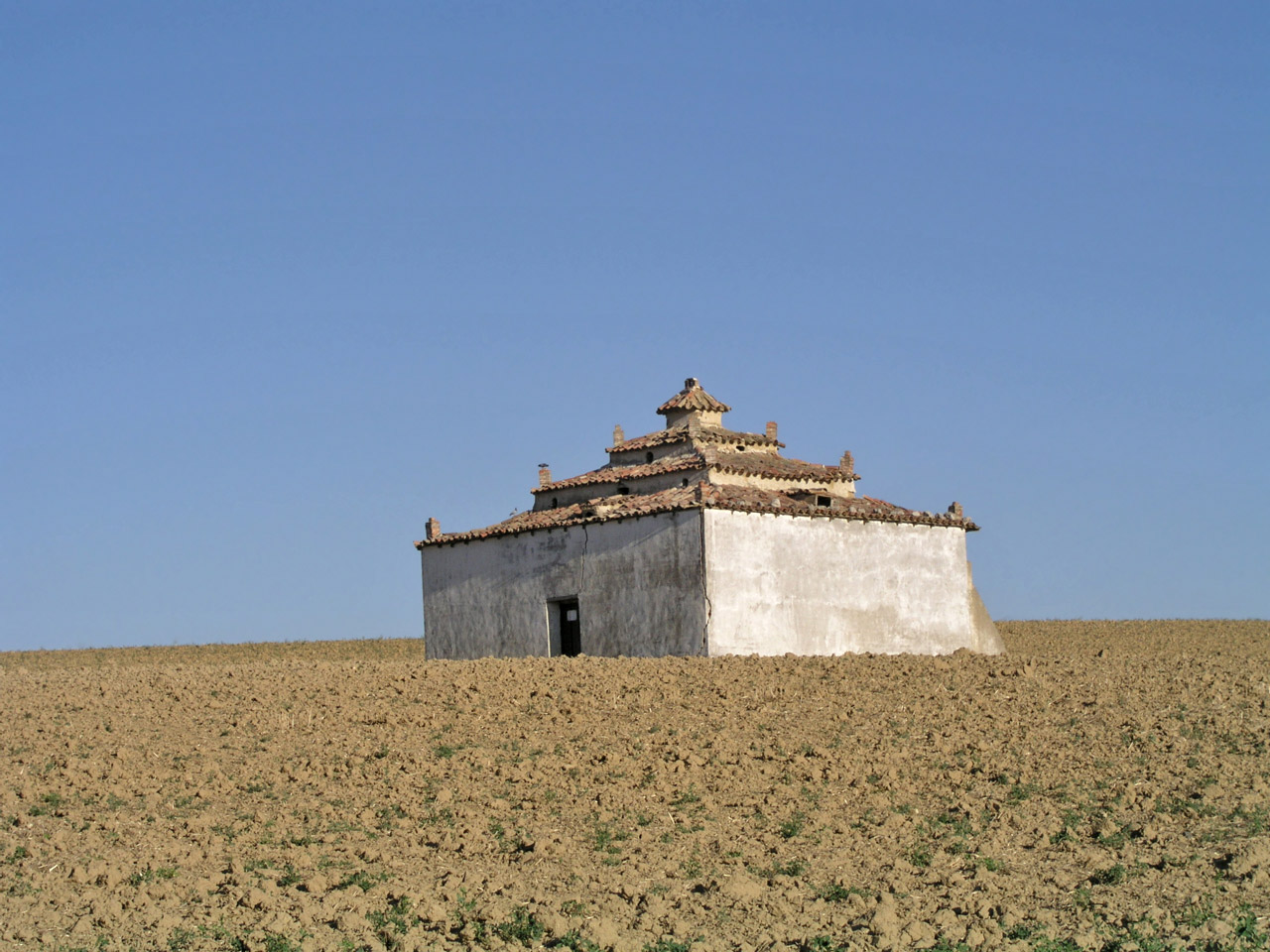
Colomar de planta quadrada a Palazuelo de Vedija (Valladolid)
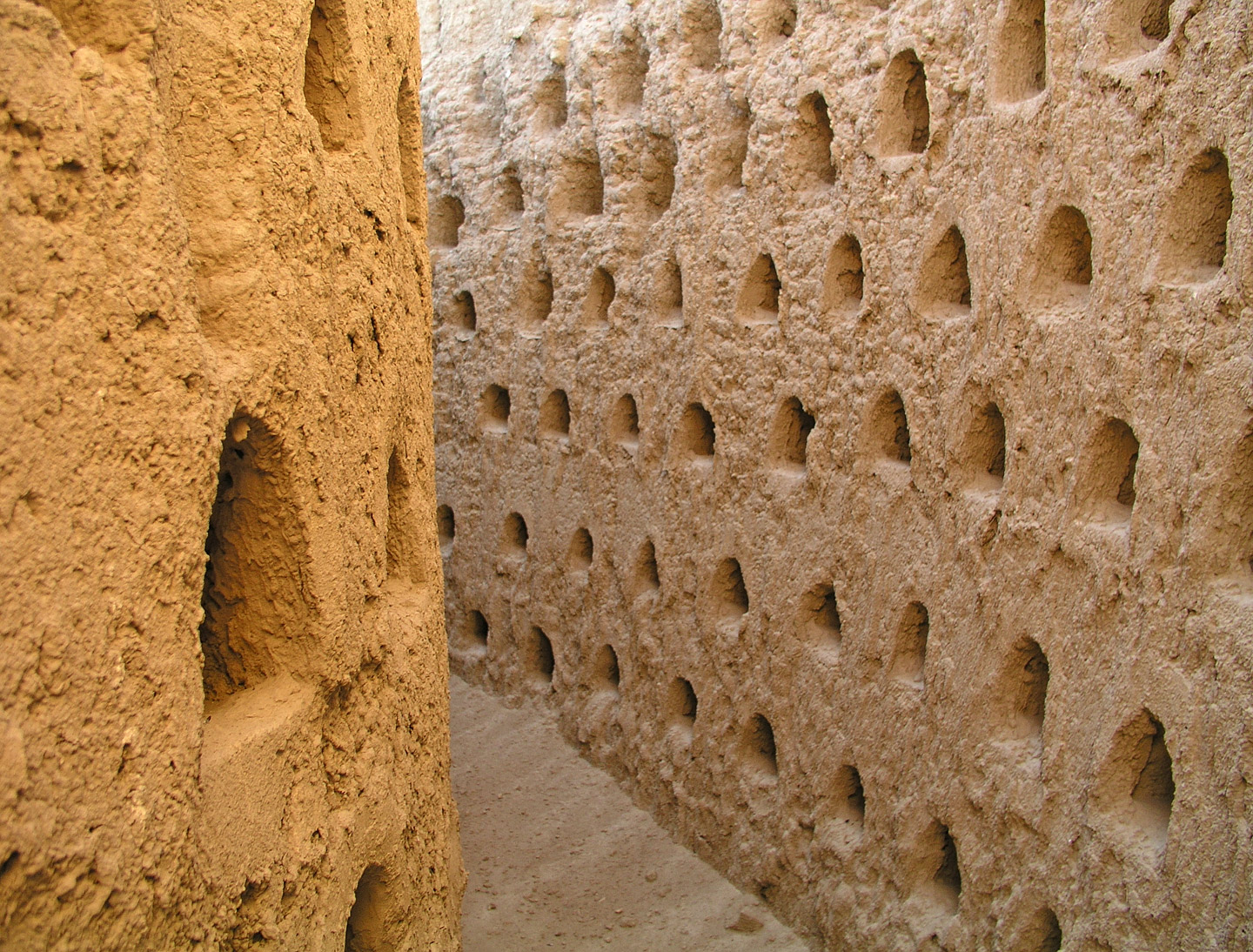
Nius en un colomar en ruïnes

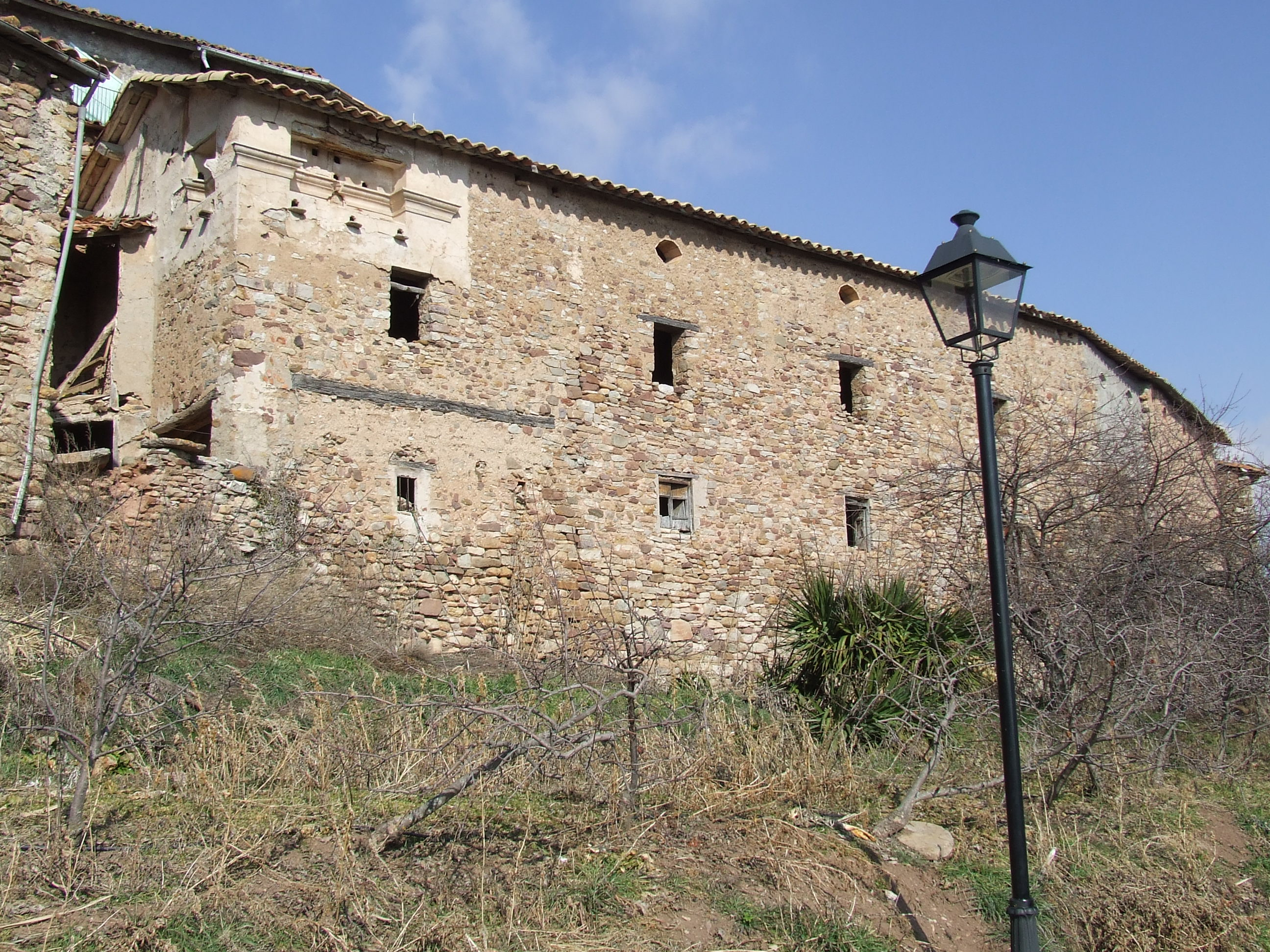
La Pobleta de Bellveí (Estavill). Colomar a la part superior de la casa que fa l'angle
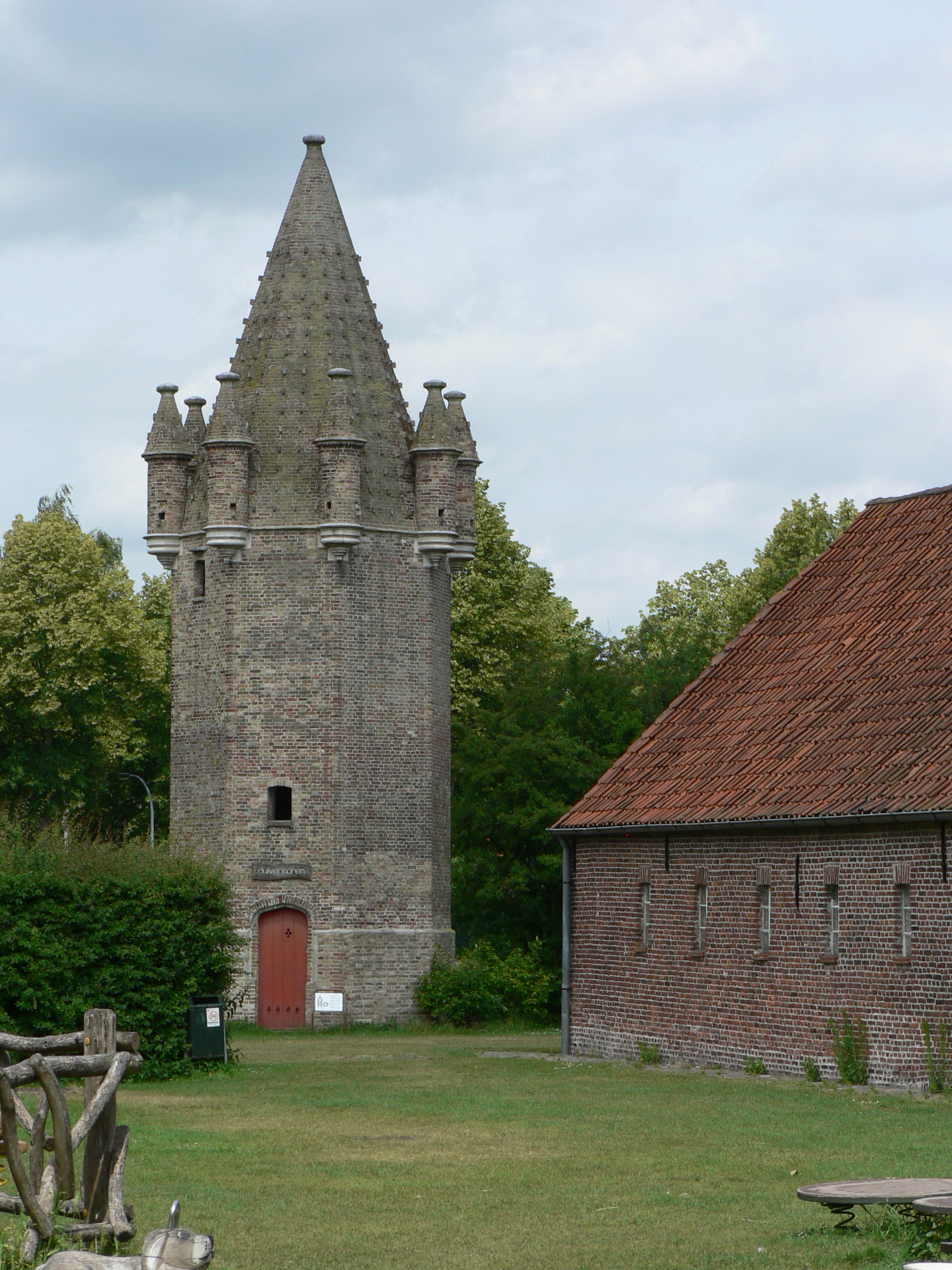
De Zeven Torentjes ('Les set torretes') a Assebroek
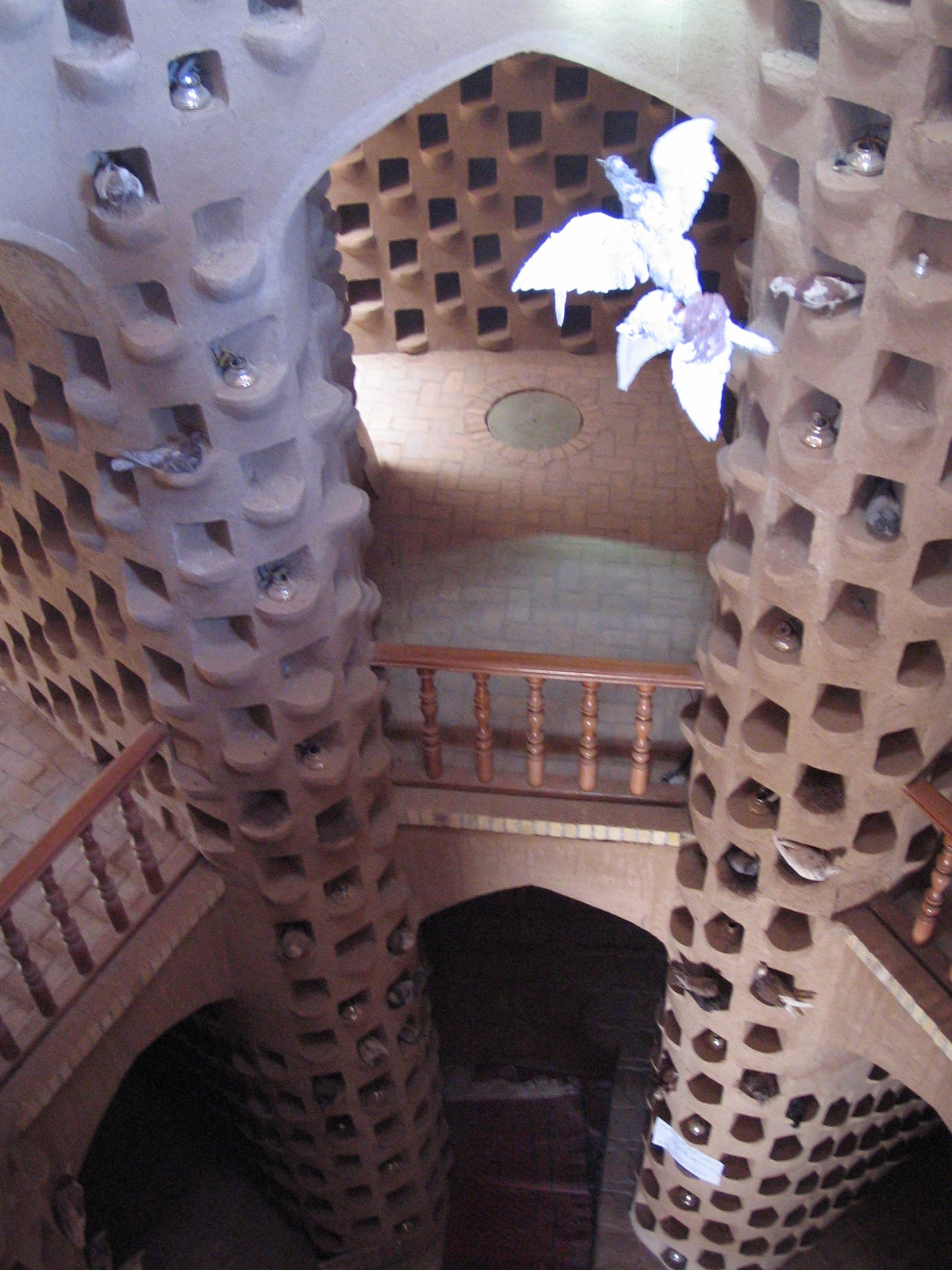
Meybod (Iran)
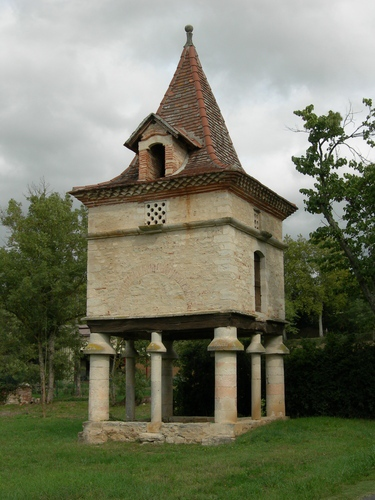
La Bastida de Pradinas (França)
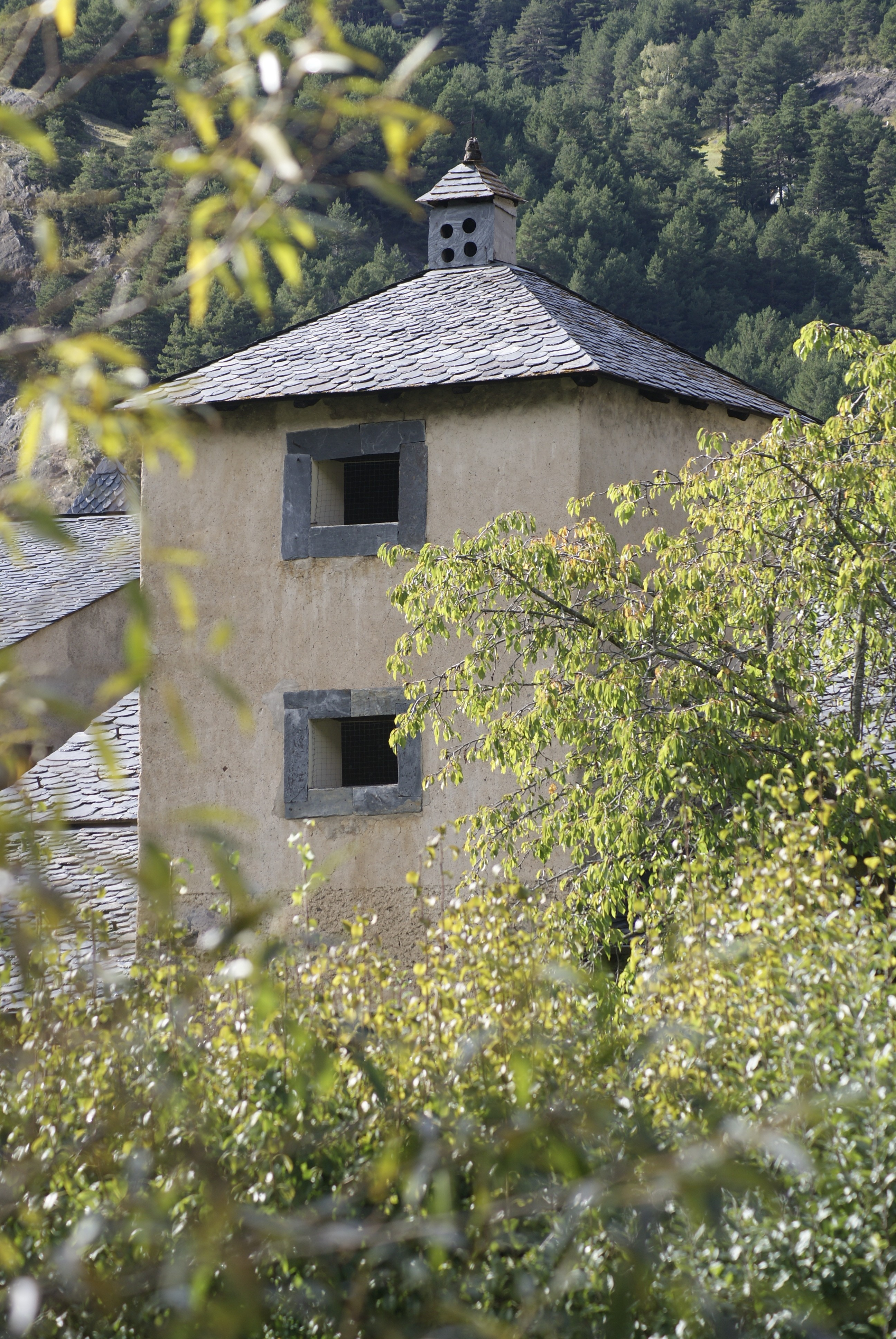
Casa Rossell (Andorra)
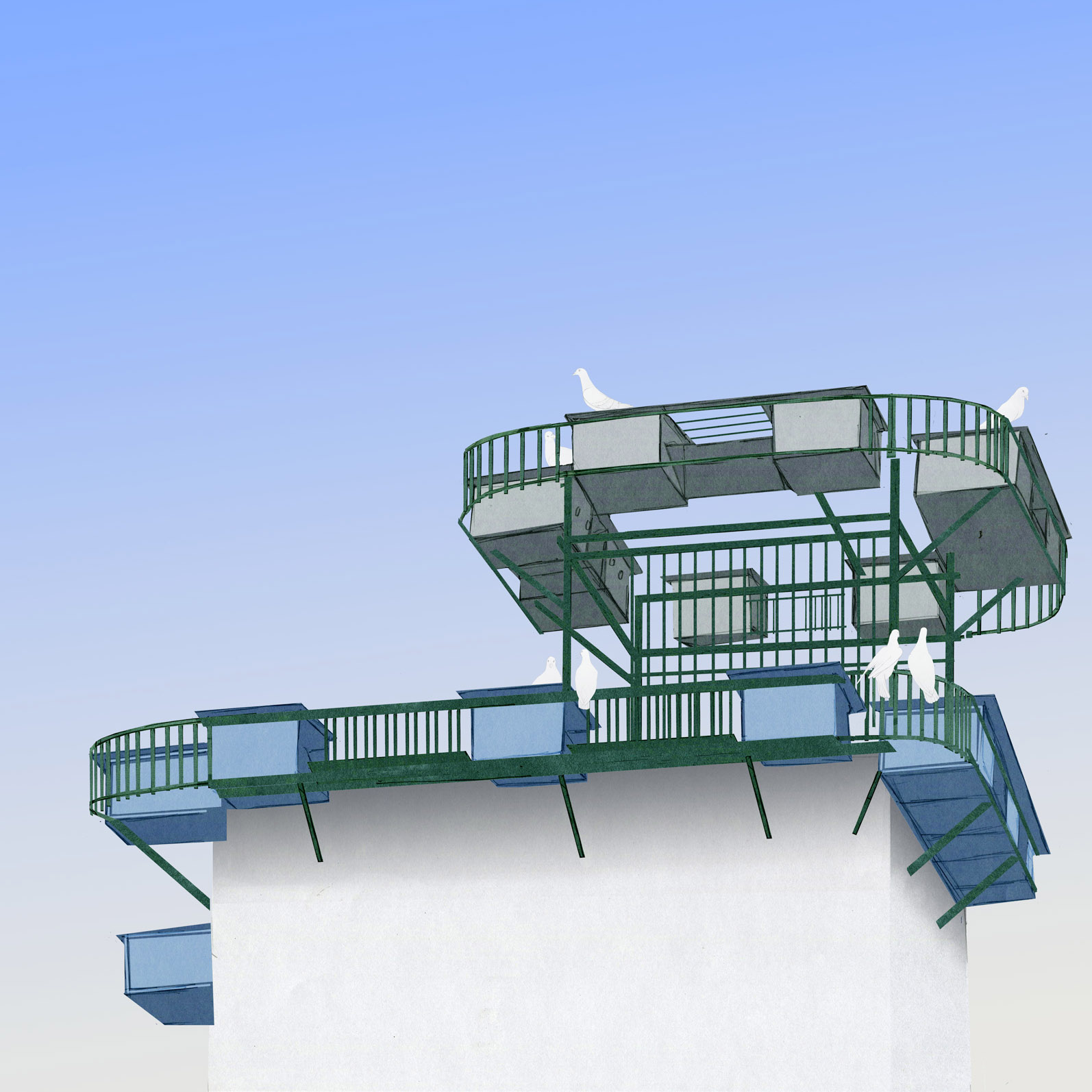
Detall d'un colomar. Il·lustració del Museu Valencià d'Etnologia